# 洛格羅尼奧縣

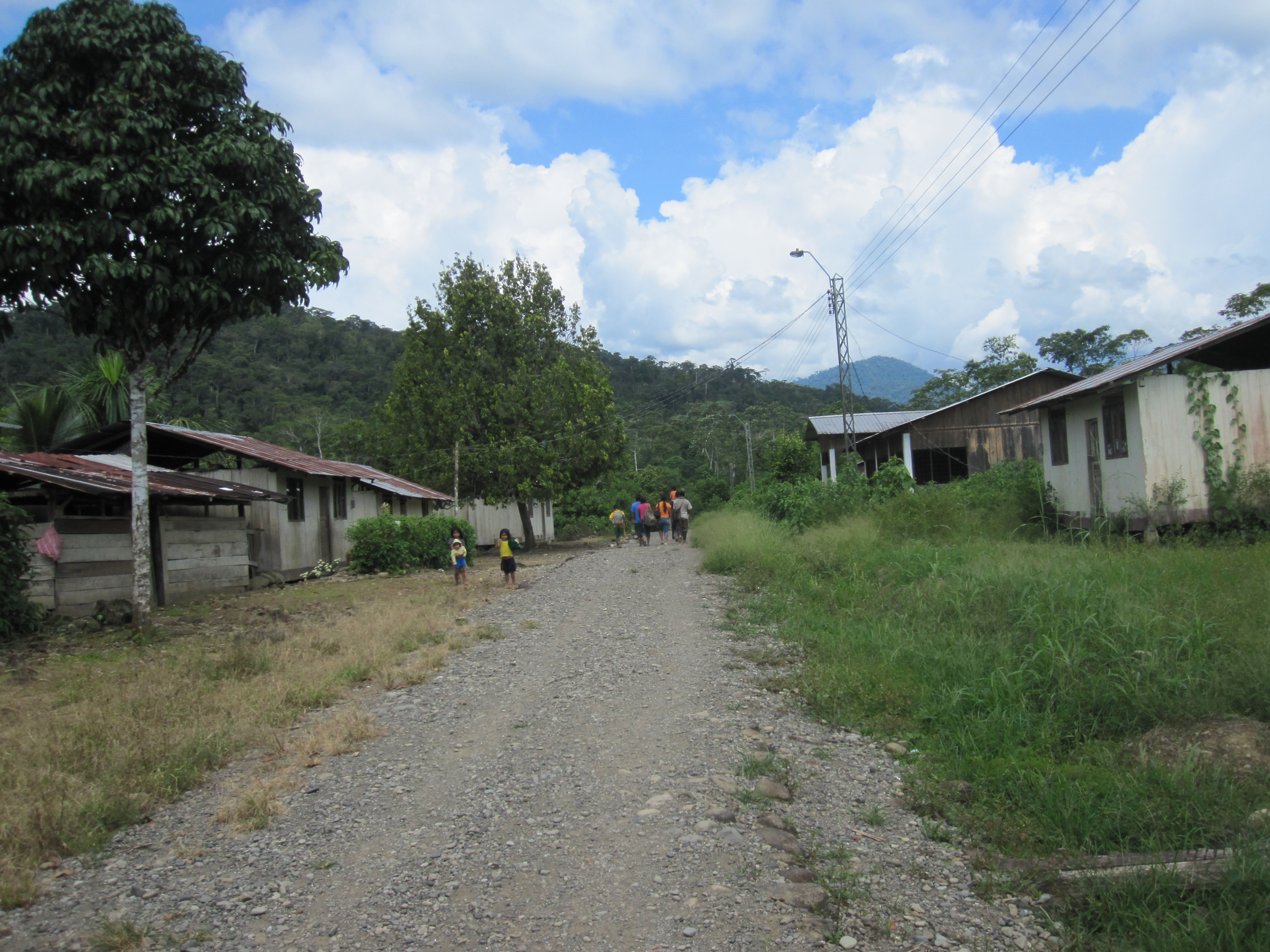

2°37′S 78°11′W / 2.617°S 78.183°W
洛格羅尼奧縣（西班牙語：Cantón Logroño），是厄瓜多爾的縣份，位於該國東南部，由莫羅納-聖地亞哥省負責管轄，始建於1997年1月22日，面積1,218平方公里，2001年人口4,621人，人口密度每平方公里3.79人。